# Gardonne
Gardonne é uma comuna francesa na região administrativa da Nova Aquitânia, no departamento Dordonha. Possui uma área de 8,26 km² e 1.404 habitantes (censo de 1999), perfazendo uma densidade demográfica de 169 hab/km².